# Ephraim F. Morgan

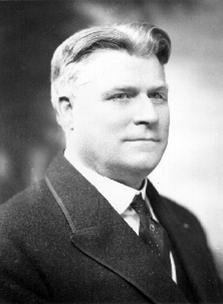
Ephraim F. Morgan

Ephraim Franklin Morgan (* 16. Januar 1869 im Marion County, West Virginia; † 15. Januar 1950 in Bethesda, Maryland) war ein US-amerikanischer Politiker und von 1921 bis 1925 der 16. Gouverneur des Bundesstaates West Virginia.

## Frühe Jahre und politischer Aufstieg
Ephraim Morgan stammte aus einer der ältesten weißen Siedlerfamilien im westlichen Virginia. Er besuchte die örtlichen Schulen seiner Heimat und dann die West Virginia University, wo er bis 1897 Jura studierte. Nach seiner Zulassung als Anwalt eröffnete er in Fairmont eine Kanzlei. Er diente in einer Einheit aus West Virginia während des Spanisch-Amerikanischen Krieges von 1898. Nach dem Krieg setzte er seine juristische Laufbahn fort. Er wurde Anwalt der Stadt Fairmont und amtierte von 1907 bis 1912 als Richter im Marion County. Zwischen 1915 und 1920 war Morgan Mitglied der Dienstleistungskommission des Staates West Virginia (Public Service Commission). Im Jahr 1917 hatte er dort den Vorsitz inne. Er war Mitglied der Republikanischen Partei und wurde von dieser als Kandidat für die Gouverneurswahlen des Jahres 1920 nominiert. Da ein unabhängiger Bewerber knapp 16 Prozent der Stimmen auf sich vereinigte, reichte Morgan ein Anteil von 47,3 Prozent, um sich gegen den Demokraten Arthur B. Koontz durchzusetzen.

## Gouverneur von West Virginia
Nach der gewonnenen Wahl trat Morgan seine neue Aufgabe am 4. März 1921 an. Schwerpunkte seiner vierjährigen Amtszeit waren angesichts des steigenden Automobilverkehrs der Ausbau des Verkehrsnetzes in West Virginia, die Versorgung der Veteranen und Versehrten des Ersten Weltkrieges sowie eine Erhöhung der Umsatzsteuern. Eine Kommission wurde mit den Plänen zum Wiederaufbau des Kapitols in Charleston beauftragt. Dieses war kurz vor Morgans Amtsantritt abgebrannt. Der Westflügel des Gebäudes wurde dann im Jahr 1925 fertiggestellt. Auch in seiner Amtszeit kam es zu Arbeiterunruhen im Kohlebergbau von West Virginia. Die Arbeitgeber und die Gewerkschaften standen sich feindlich gegenüber. Der Konflikt eskalierte derart, dass der Gouverneur US-Präsident Warren G. Harding um militärische Hilfe zur Wiederherstellung der Ruhe bat. Danach wurde die Nationalgarde mobilisiert, um weitere Ausschreitungen zu verhindern.

## Weiterer Lebenslauf
Nach Ablauf seiner Amtszeit am 4. März 1925 nahm Morgan seine Tätigkeit als Anwalt wieder auf. Sechs Jahre lang arbeitete er in dieser Eigenschaft für das US-Handelsministerium. Im Jahr 1940 bewarb er sich erfolglos um die Nominierung seiner Partei für die Wahl zum US-Senat. Danach zog er sich aus der Politik zurück. Er starb 1950 in Bethesda. Ephraim Morgan war mit Alma Bennett verheiratet, mit der er zwei Kinder hatte.